# Бес Труман
Елизабет Вирџинија Волис Труман (енгл. Elizabeth Virginia Wallace Truman; 13. фебруар 1885. — 18. октобар 1982) била је супруга 33. председника САД, Харија Трумана и носилац титуле Прве даме САД, од 12. априла 1945. до 20. јануара 1953.